# Das Wäldchen 125
Das Wäldchen 125. Eine Chronik aus den Grabenkämpfen 1918 ist eine autobiografisch fundierte Erzählung (spezieller: Chronik) des deutschen Autors Ernst Jünger, die im Jahr 1925 im Mittler-Verlag in Berlin erschien. Es handelt sich, ähnlich wie bei In Stahlgewittern, um eine Erzählung, die auf Jüngers Kriegstagebüchern des Ersten Weltkrieges basiert, mit dem Unterschied, dass nicht der gesamte Krieg, sondern ein zeitlich und geografisch begrenzter Abschnitt konkret beschrieben wird. Weitere Erzählungen Jüngers, die auf seinen Erlebnissen als Frontsoldat im Ersten Weltkrieg basieren, sind (neben In Stahlgewittern) Feuer und Blut (1925), Der Kampf als inneres Erlebnis (1922) sowie die Novelle Sturm (1923). Nach der Machtergreifung der Nationalsozialisten 1933 überarbeitete Jünger seine Kriegsliteratur eingehend, weshalb Das Wäldchen 125 im Jahr 1935 stark modifiziert wurde, indem ganze Passagen gestrichen und andere hinzugefügt wurden.
Nachdem es seit Erscheinen der überarbeiteten 6. Auflage im Jahr 1935 nicht mehr außerhalb des Gesamtwerkes verlegt wurde, erschien Das Wäldchen 125 nebst weiteren Texten Jüngers, die den Ersten Weltkrieg behandeln, zuletzt unter Herausgeberschaft des Germanisten und Jünger-Experten Helmuth Kiesels in dem kritisch edierten und kommentierten Band Krieg als inneres Erlebnis 2016 im Klett-Cotta-Verlag.

## Inhalt

### Form, Zeitraum und Schauplatz
Die einzelnen Abschnitte der Erzählungen folgen in ihrer Ordnung den Kriegstagebüchern Ernst Jüngers und sind mit entsprechenden Datumsangaben versehen. Laut Jünger-Biograf Helmuth Kiesel tritt Das Wäldchen 125 „mit dem Anspruch auf, tatsächliches Geschehen zu schildern“, was durch die Ich-Perspektive des Erzählers unterstrichen wird. Jünger beschreibt seine Erlebnisse zwischen dem 30. Juni 1918 und dem 10. August 1918; ab März 1918 kämpfte er in der Michaeloffensive bei Cambrai, später dann, ab Ende Juni, weiter westlich bei Bapaume, was sich zur Zweiten Schlacht bei Bapaume (nicht zu verwechseln mit der Schlacht bei Bapaume des Deutsch-Französischen Krieges im Jahr 1871) entwickelte. Der zentrale Schauplatz der Darstellungen Jüngers ist das namensgebende Wäldchen 125, das sich im Département Pas-de-Calais, zwischen den Gemeinden Puisieux au Mont und Gommecourt, ca. 12 km westlich von Bapaume befindet. In der Nähe des Wäldchens mit dem französischen Namen Bois de Rossignol befinden sich heute zwei Soldatenfriedhöfe (Rossignol Wood Cemetery und Owl Trench Cemetery) mit insgesamt 164 Soldatengräbern: 94 Gräber von Soldaten des britischen Commonwealth und 70 Gräber deutscher Soldaten. Beide Friedhöfe werden von der Commonwealth War Graves Commission gelistet und betreut.

### Ankunft an der Front und Verteidigung des Wäldchens
Nach einem erfolgreichen Vorstoß im März 1918 bei Cambrai und einem kurzen Fronturlaub kehrt Jünger am 29. Juli zurück zur 7. Kompanie des Füsilier-Regiments Nr. 73, deren Kompanieführer er seit November 1917 ist. Noch in der Nacht vom 29. Juli begibt sich die Kompanie über Puisieux au Mont zur Front. Das Regiment hat die Aufgabe, nordwestlich von Puisieux au Mont vier Frontabschnitte, von denen der rechte Flügel (Abschnitt A) auf Jüngers Kompanie entfällt, nach Norden hin gegen die vorrückenden Engländer unter Kontrolle zu halten.
Das Wäldchen 125 bildet einen Frontbogen und gleicht laut Jüngers Beschreibung einem Erker, der aus der deutschen Frontlinie in die englische Front hineinragt. Dies ist der Grund dafür, dass die Engländer unerbittlich versuchen, das Wäldchen zu erobern, um die Front zu begradigen. Ebenso hat dies zur Folge, dass die britische Artillerie das Wäldchen permanent und massiv beschiesst, weshalb die Bäume des Wäldchens so zerschossen sind, dass sie Schiffsmasten ähneln. Gleichzeitig weist das Wäldchen eine Vielzahl von Trichtern und Kratern auf. Die deutschen Verteidiger können die ständigen Einschläge der Artillergeschosse nur überleben, da sich unter dem Wäldchen ein massiver Bunker befindet, der mehrere Eingänge aufweist und in den sich die Soldaten bei Beschuss zurückziehen können. Geführt werden die Soldaten des Wäldchens 125 von Leutnant Voessbeck, den Jünger als besonders mutigen und talentierten Führer beschreibt.
Ernst Jünger und seine Kompanie sind nicht direkt im Wäldchen stationiert, sondern liegen einige Kilometer entfernt als Einsatzkompanie - also gewissermaßen als Feuerwehr - bereit. Sobald der Engländer versucht, das Wäldchen zu erobern, sollen er und seine Männer so schnell wie möglich zu Hilfe eilen und den Soldaten im Wäldchen kämpfend zur Seite stehen. Dies gelingt bei kleineren Angriffen der Engländer zunächst, bis jedoch eine größere Offensive erfolgt, die nicht mehr abgewehrt werden kann. 
Diese, letztlich erfolgreiche, Offensive beginnt in der Nacht und ist zu Beginn durch einen massierten Artilleriebeschuss gekennzeichnet, der einem Inferno gleicht. Obwohl die Soldaten im Wäldchen unmittelbar mittels Signalkugeln die Unterstützung von Jünger und seinen Soldaten anfordern, ist es für diese schwer, zum Wäldchen durchzudringen, da die Einschläge der Artillergeschosse eine Art feurige Wand bilden, die kaum ein Durchkommen zulässt.
Den Engländern ist zudem bewusst, dass die Unterstützungseinheiten nur einen einzigen Verbindungsweg zum Wälldchen nutzen können, den Puisieux-Weg, und nehmen diesen daher gezielt unter Feuer. Jünger beschreibt, wie er und seine Soldaten sich jedoch in einem rauschartigen inneren Zustand befinden und die Geschosswand, trotz der großen persönlichen Risiken, durchlaufen, um zum Wäldchen zu gelangen. Während Jünger sich mit einem Rekruten im Wäldchen verläuft und fast in den englischen Gräben landet, verliert die deutsche Seite den Kampf um das Wäldchen, was mit großen Verlusten einhergeht. Leutnant Voessbeck fällt beim Versuch, das Wäldchen 125 zu verteidigen, per Kopfschuss. Jünger kann sich, trotz direktem Feindbeschuss, zu den eigenen Linien retten.
Der Name des Ortes ist insofern von Bedeutung, da der Ort des Geschehens eigentlich dermaßen bedeutungslos ist, dass er keinen Namen hat und von den Deutschen erst einen Namen erhalten muss. Dies führt zur nichtssagende Benennung als "Wäldchen 125" erfährt. Trotz dieser Bedeutungslosigkeit kämpfen jedoch beide Seiten mit einer extremen Verbissenheit um diesen an sich unwichtigen Ort. Für die deutschen Soldaten ist die Nachricht, dass dieses so lange gehaltende Wäldchen an den Feind verloren geht, daher auch hochemotional und niederschmetternd.

### Antidemokratische Rhetorik in der Erstausgabe
In der Erstausgabe von Das Wäldchen 125 (1925) äußerte Ernst Jünger scharfe Ablehnung gegenüber der Weimarer Demokratie und dem intellektuellen Pazifismus der Zeit. Ein besonders drastischer Abschnitt verdeutlicht seine Haltung:
„Den Deserteuren scheint sich in sicherer Entfernung ein geistiges Zuhältertum und geschäftsmäßiges Literatenpack zu gesellen, für das sofort die Prügelstrafe wieder eingeführt werden müßte. Ich hasse die Demokratie wie die Pest! Gegen dieses literarisch-politische Halunkenheer muß Stacheldraht gezogen werden, daß es nicht weiterzieht in die Seelen der Menschen.“
Dieser Abschnitt wurde in späteren Ausgaben, insbesondere in der überarbeiteten Fassung von 1935, stark gekürzt oder ganz gestrichen. 
In seinem Tagebuchwerk Siebzig verweht äußerte sich Ernst Jünger Jahrzehnte später kritisch zu dem in der Erstausgabe enthaltenen Satz „Ich hasse die Demokratie wie die Pest!“:
„Heute würde ich mich nicht mehr so ausdrücken […] Meine heutige Wertung ist nicht politischer, sondern stilistischer Natur. Insofern scheint mir, daß ich damals unter mein Niveau gegangen bin, aber nicht deshalb, weil ich mich als Nationalist, sondern weil ich mich überhaupt beteiligte.“